# (39655) Muneharuasada
1995 UM3 (asteroide 39655) é um asteroide da cintura principal. Possui uma excentricidade de 0.11012870 e uma inclinação de 5.86025º.
Este asteroide foi descoberto no dia 17 de outubro de 1995 por Tomimaru Okuni em Nanyo.